# Johan Vibe (officer)
 Der er flere personer med dette navn, se Johan Vibe.
Johan Vibe (16. april 1637 i Frankrig – 4. februar i Christiania) var en dansk-norsk officer, stiftamtmand og vicestatholder, søn af Peder Vibe.
Vibe var født uden for ægteskab, men lystes af Christian V i kuld og køn og adledes 1671. I norsk
krigstjeneste havde han stået siden 1659. Under operationerne i Bohus Len under
Gyldenløve-fejden deltog han med udmærkelse ved flere lejligheder. 1682—1708 var han som
kommanderende General knyttet til det nordenfjeldske Norge, hvis Forsvarsvæsen han bragte i
fortrinlig Stand. Men da han det sidstnævnte Aar blev Vicestatholder og Stiftsbefalingsmand over
Akershus Stift, var han for gammel og svækket til at fylde denne vanskelige Stilling, hvortil
der just stilledes store Krav under de herskende Krigsuroligeder.